# Urkulu
L'Urkulu ou Urculu est une montagne des Pyrénées culminant à une altitude de 1 419 ou 1 423 mètres et située sur la frontière franco-espagnole, entre Saint-Michel dans les Pyrénées-Atlantiques au nord et Orbaizeta en Navarre au sud. À proximité du sommet se situent les vestiges d'une tour ainsi que la borne frontière 206. L'Urkulu est aisément accessible depuis le col d'Arnostéguy où passe le GR 12 espagnol et tout proche de la D 428 descendant dans les deux directions côté français.